# 西朝鮮湾

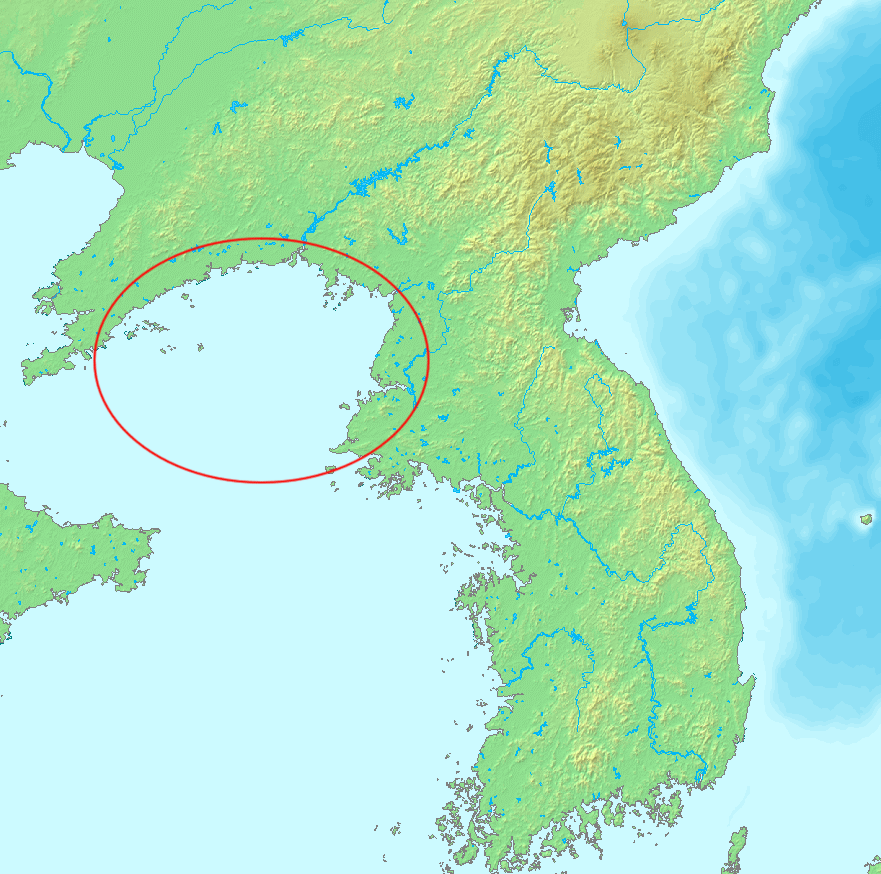
西朝鮮湾の位置

西朝鮮湾（にしちょうせんわん、朝鮮語：서조선만）は、黄海の北部に位置し、朝鮮民主主義人民共和国（北朝鮮）平安北道・平安南道・黄海南道と中華人民共和国（中国）遼寧省に挟まれた湾である。大韓民国（韓国）では、西韓湾（ソハンマン、서한만）と呼ばれる。
遼東半島によって渤海と隔てられており、その最南端には港湾都市の大連がある。
西朝鮮湾に流れ着く大河には鴨緑江と大同江がある。鴨緑江は中国と北朝鮮の国境地域を流れており、河口には丹東市（中国側）と新義州（北朝鮮側）という都市がある。大同江は朝鮮半島北西部を流れており、河口には北朝鮮の首都・平壌の外港として機能する南浦がある。